# 吉馬地區
吉馬地區位於埃塞俄比亞奧羅米亞州，在1932年被併入以往kaffa省前是吉馬王國的領土，南面與南方各族州相鄰，Mount Maigudo (2,386米)是地區的最高點。
吉馬、錫達馬（Sidama）和蓋多（Sidama）是咖啡三大出產地區，2005年吉馬地區出產26,743噸咖啡，佔全州23.2%和全國11.8%。
吉馬地區以往是埃塞俄比亞其中一個食物出口地區，1997年農作物失收和農作物疾病後每況愈下。1999年，家庭糧倉空著，子女被送往親友家，兒童入學減少，有人圖借犯罪入獄得到溫飽。

## 人口
據1994年國家統計，區中432,101個家居有1,961,262人口，男性和女性的數目分別為979,708和981,554，9.71%人口住在市區。
2005年埃塞俄比亞中央統計局估計總人口2,773,730，其中1,382,460是男性，1,391,270是女性，12.3%人口住在市區。地區面積18,412.54平方公里，人口密度是150.64人每平方公里。
地區中有81.57%人口是奧羅莫人，85.96%以奧羅莫語為母語。82.57%人口信奉伊斯蘭教，而信奉埃塞俄比亞正教會佔1.47%。
根據世界銀行2004年5月24日的備忘錄，吉馬地區的旱災指數是298。9%居民有電力使用，道路密度是77.0公里每1,000平方公里（全國平均值30），15.1%人口從事非農業工（全國平均值25%，全州平均值24%）。每個鄉村家庭有0.9公頃土地（全國平均值1.1，全州平均值1.14）。適齡兒童中，小學和中學入學率分別為57%和12%。區內29%和63%人口受瘧疾和舌蠅（Tsetse fly）威脅。